# Buslijn 314 (Groningen-Drachten)
Buslijn 314 is een snelbuslijn van Qbuzz in de concessie Groningen-Drenthe. De bus rijdt volgens de formule Qliner en verbindt Drachten en Groningen. De lijn is een sneldienst van lijn 304.

## Dienstregeling
De lijn rijdt alleen op werkdagen 2-4x per uur.